# 赵成杰
赵成杰，朝鲜民主主义人民共和国官员，历任国家观光总局副局长、局长等职。

## 活动

### 国家观光总局副局长
2010年10月，赵成杰和朝鲜妙香经济集团党委书记姜万雄率朝中友谊参观团到中共湘区革委会旧址、湖南第一师范学院青年毛泽东纪念馆、岳麓山爱晚亭、岳麓书院、花明楼刘少奇故居等红色景点参观。10月20日中午，参观团在长沙会见湖南省副省长刘力伟。
2010年11月，赵成杰随朝鲜国家观光总局局长赵成奎、贝宁共和国手工业与旅游部部长玛玛塔·巴科·贾乌加等一行20余人到海南三亚考察。11月18日，到亚龙湾热带天堂森林旅游区参观游览，20日到三亚南山、甘什岭槟榔谷原生态黎苗文化旅游区考察。
2012年9月下旬，赵成杰率朝鲜代表团到吉林长白山考察，参观长白山景区以及双目峰口岸，表示有意向与长白山管委会合作开发长白山东坡旅游项目。后经中朝双方会谈达成合作意向，并签署合作意向书。
2014年3月，赵成杰率朝鲜代表团访问北京和上海的旅游院校。3月19日，代表团一行在北京会见中国国家旅游局副局长杜江，就推动两国旅游合作与交流等问题交换了意见。2014年4月25日至30日，赵成杰在朝鲜会见受邀率团赴朝鲜进行友好访问的中国国家旅游局副局长杜一力，杜一力另外还与朝鲜国家观光总局局长金道俊会面。

### 国家观光总局局长
2016年9月27日，赵成杰、驻朝外国使团和国际机构以及外国媒体的代表参加了在平壤羊角岛饭店召开国际旅游研讨会，庆祝国际旅游日，并向各国推介朝鲜的观光名胜和旅游资源，赵成杰致开幕词。
2019年9月26日，赵成杰参加中国驻朝鲜大使馆举行的庆祝中华人民共和国成立70周年招待会。